# Sas László (producer)
Sas László, Schwarz (Gödöllő, 1899. június 1. – 1947 után) producer, gyártásvezető.

## Élete
Sas (Schwarz) Jakab (1868–?) búza-átvevő, majd kávés és Schein Katalin (1873–1951) fia. Kereskedelmi érettségit tett. Előbb a Korona Film Rt-nél dolgozott, amit a Hermes filmvállalat követett. 1936-tól a Globus Film Kft. ügyvezető-igazgatója volt. 1936-ban Kálmán Jenő Az omszki randevú című regényéből készült filmet forgatni, de a terv nem valósult meg. A háború után újra létrehozta a Globus Filmet. 1946-ban azt nyilatkozta, hogy vállalata hat filmet fog készíteni magyar és angol nyelven, melyekben egyaránt magyar művészek fognak szerepelni. Célja volt a magyar-brit kapcsolatok erősítése.

## Magánélete
Házastársa Davidovits Győző és Roth Janka lánya, Bianka volt, akit 1936. szeptember 9-én Budapesten, az Erzsébetvárosban vett nőül.

## Filmjei

### Producer
- Filléres gyors (1932, Pajor Ferenccel)
- Márciusi mese (1934)
- Köszönöm, hogy elgázolt (1935)
- Édes mostoha (1935)
- Hetenként egyszer láthatom (1937)
- Segítség, örököltem! (1937)
- Pillanatnyi pénzzavar (1937–1938)

### Gyártásvezető
- Márciusi mese (1934)
- Pillanatnyi pénzzavar (1937-38)

### Filmterv
- Omszki randevú (1936)